# Giacomo Lacerenza
Giacomo Michele Lacerenza (Trinitapoli, 11 giugno 1885 – Roma, 29 novembre 1952) è stato un compositore, direttore di banda e trombettista italiano.

## Biografia
Giacomo Lacerenza è stato un vero enfant prodige, a dieci anni suonava il suo flicornino e divenendo prima tromba della banda cittadina.
A soli 16 anni vince un concorso per trombettisti, ed è  premiato dal Re d'Italia, Vittorio Emanuele III di Savoia a Milano durante la sfilata del Sempione.
Nel 1914 si diploma presso la Regia Filarmonica di Bologna. Dal 1927 al 1931 diresse la banda di Montemesola e successivamente quella di Laterza e Trinitapoli.
È stato per anni insegnante di tromba al Conservatorio di Foggia, dopodiché si è trasferito a Roma, dove insegna al Conservatorio di Santa Cecilia.
I suoi figli Amleto, Michele e Rosario si sono dedicati alla musica il primo e il terzo come compositori, e il secondo come trombettista.
Morì a 67 anni nel 1952.

## Opere
Ampia è la  sua raccolta di opere musicali. Poemi sinfonici, marce e ouverture Giacomo Lacerenza.
Lacerenza ha scritto pagine importantissime per la Settimana Santa tarantina tra le più importanti c'è  «Tristezze» – la marcia del troccolante –, dove riuscì ad inserire il suono della tròccola tra le note degli spartiti. Scrisse inoltre «A mia sorella», una marcia davvero toccante per l'effetto che desta il suono delle campane a morte, «A mio fratello», «A mio padre», «Ad Annam», «Ad un vivente» e questo sta ad indicare la sua capacità, dove persino i viventi gli chiedevano di comporre marce funebri; scrisse pure «Ai miei nemici», «Alla cara memoria di Savino Murgese», «Amare flebis», «Dolores», «Hecce Homo», «Sepulcrum» , «In memoria di Danilo» , «In memoria di Tullio» e «Victoribus» oltre ad altre pastorali.